# Катеринопольский район
Катерино́польский райо́н (укр. Катеринопільський район) — упразднённая административная единица на юге Черкасской области Украины. Административный центр — посёлок городского типа Катеринополь.

## География
Площадь — 725 км2.

## История
Упразднён 30 декабря 1962 года, восстановлен 8 декабря 1966 года. 17 июля 2020 года в результате административно-территориальной реформы район вошёл в состав Звенигородского района.

## Демография
Население района составляет 29 тыс. человек (данные 2005 г.), в том числе в городских условиях проживают около 11 тыс. Всего насчитывается 33 населённых пункта.

## Административное устройство

### Населённые пункты
- 29 сёл: Бродецкое • Вербовец • Гончариха • Грушковка • Гуляйполе • Елизаветка • Зализнячка • Кайтановка • Киселевка • Кобылянка • Лисичья Балка • Луковка • Любисток • Мокрая Калигорка • Надвысье • Новоселица • Окнино • Пальчик • Петраковка • Потоки • Радчиха • Рассоховатка • Ромейково • Стойково • Ступичное • Сухая Калигорка • Шестаково • Ямполь • Ярошовка
- 2 посёлка городского типа: Ерки • Катеринополь
- 2 посёлка: Новоукраинка • Червоный Брод